# Martin Su Yao-wen
Martin Su Yao-wen (chiń. 蘇耀文; pinyin Sū Yàowén; ur. 9 listopada 1959 w Kaohsiungu) – tajwański duchowny rzymskokatolicki, od 2007 biskup Taizhongu.

## Życiorys
Święcenia kapłańskie przyjął 8 czerwca 1989 i został inkardynowany do diecezji Taizhong. Przez kilka lat pracował duszpastersko na terenie diecezji, zaś w latach 1993-1997 odbywał specjalistyczne studia w Stanach Zjednoczonych. Po powrocie do kraju rozpoczął pracę na uniwersytecie w Taizhongu.
25 czerwca 2007 został prekonizowany biskupem Taizhongu, zaś trzy miesiące później przyjął sakrę biskupią z rąk swego poprzednika, bp. Josepha Wang Yu-jung.